# Amazake-babaa

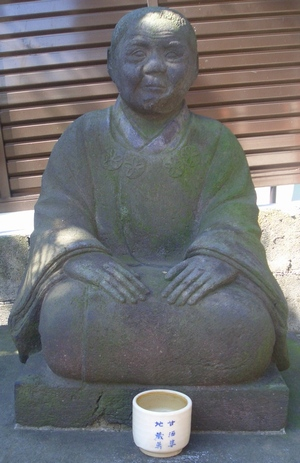
Amazake-baba trong ngôi đền Nichirin ở Tokyo

Amazake-babaa (甘酒婆 (Cam Tửu Bà)/ あまざけばばあ "Bà lão Amazake") là một bà già yêu quái từ văn hóa dân gian của Miyagi và Aomori. Amazake baba được đồn là đến cửa nhà vào đêm khuya để hỏi xin rượu amazake với giọng nói trẻ con, nhưng nếu có ai trả lời thì họ ngã bệnh. Người ta nói rằng, để Amazake baba tránh xa, hãy đặt ở ngưỡng cửa một chiếc lá tuyết tùng. Bà còn được gọi là nữ thần của bệnh thủy đậu.